# Hoplitis antennata
Hoplitis antennata is een vliesvleugelig insect uit de familie Megachilidae. De wetenschappelijke naam van de soort is voor het eerst geldig gepubliceerd in 1876 door Morawitz.